# Xanthomyrtus ovata
Xanthomyrtus ovata är en myrtenväxtart som beskrevs av Andrew John Scott. Xanthomyrtus ovata ingår i släktet Xanthomyrtus och familjen myrtenväxter. Inga underarter finns listade i Catalogue of Life.